# مارسيل كارير
مارسيل كارير هو مهندس ومهندس الصوت ومخرج كندي، ولد في 16 أبريل 1935 في بوشيت في كندا.

## وصلات خارجية
- مارسيل كارير على موقع IMDb (الإنجليزية)
- مارسيل كارير على موقع قاعدة بيانات الفيلم (الإنجليزية)
- مارسيل كارير على موقع كينوبويسك (الروسية)